# 레몽 갈루아몽브룅
레몽 갈루아몽브룅(프랑스어: Raymond Gallois-Montbrun, 1918년 8월 15일 ~ 1994년 8월 13일)은 프랑스의 클래식 작곡가이자 바이올리니스트이다.
베트남 사이공 출신으로 파리음악원에서 바이올린과 작곡을 배웠고, 1944년에 로마대상을 수상하였다. 1959년에 파리음악원장을 역임했다.
바이올린 협주곡(1950)과 교향곡 《일본》(1953)을 작곡했다.